# Tomato pie

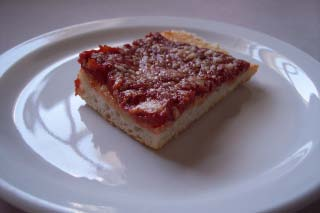
Una porción de un tomato pie.

El tomato pie es un tipo de pizza muy popular entre los inmigrantes italo-estadounidenses. Los tomates se emplearon en las tartas elaboradas en la cocina estadounidense (sobre todo en la cocina sureña) desde los años 1820. La receta básica es una focaccia que se riega con salsa de tomate y con queso romano. A pesar de todo, la pizza sufre diversas variantes a lo largo de las panaderías y pizzerías donde se elabora. Al igual que la pizza siciliana, suele servirse en piezas rectangulares.